# Puntbroodje (Suriname)
Een puntbroodje, puntbrood of een (Surinaams) puntje is een in Suriname ontstaan langwerpig broodje. De korst hiervan houdt het midden tussen die van een zacht broodje en een pistoletje. Soms wordt het warm belegd, waarvoor het beter geschikt is dan een zachter, 'zompig' broodje. De broodjes worden bijvoorbeeld gevuld met Surinaams stoofvlees, pom, kousenband of bakkeljauw. Het Surinaamse puntbroodje is ook verkrijgbaar in Nederland.
In Surinaamse winkels werden de prijzen van puntbroodjes in de 20e eeuw gemaximeerd vanwege hun belang als dagelijks voedsel. Toen minister Eddy Bruma de maximumprijs in 1974 verlaagde van tien naar zeven cent, stapten bakkerijen over naar de productie van allerlei vormen luxebrood. Hierdoor werd de vaste prijsstelling omzeild en bleef de productie van brood rendabel. In 2011 werd de broodmarkt geliberaliseerd en verdween de maximumprijs voor puntbroodjes.
De Surinaamse puntbroodjes worden ook wel Chinese punt(brood)jes genoemd. Hoewel brood in de 17e eeuw door Nederlanders in Suriname is ingevoerd, ontstonden geregistreerde bakkerijen pas na 1873. Ongeveer driekwart hiervan kwam in handen van Chinese Surinamers. Zij ontwikkelden het typische puntbrood als alternatief voor het gebruikelijke Nederlandse busbrood. Dit puntbrood was niet alleen wat betreft vorm anders dan het busbrood en luxebrood, maar bevatte bovendien minder melk, eieren en boter dan luxe broodjes  en was gemaakt van fijner meel dan ander wit brood. Het was goedkoper en dus ook voor armere bevolkingsgroepen bereikbaar.

## Verwante broodjes
Een Surinaams puntje is niet te verwarren met wat in Nederland ook een puntje wordt genoemd: een puntvormig kadetje. Kadetjes zijn verkrijgbaar in verschillende varianten: zowel hard als zacht en zowel bruin als wit. Surinaamse puntjes zijn luchtiger en wat groter dan Nederlandse puntjes.
Een puntje is vergelijkbaar met wat in Vlaanderen een sandwich genoemd wordt, al is die zoeter en zachter.